# Lacul Amik
Lacul Amik sau Lacul Antiohiei (în arabă بحيرة العمق):: în turcă Amik Gölü) a fost un lac (o mare apă dulce) din bazinul râului Orontes din provincia Hatay, Turcia; a fost situat la nord-est de orașul antic Antiohia (astăzi Antakya). Lacul a fost drenat într-o perioadă cuprinsă între anii 1940-1970.

## Hidrologie, istorie
Lacul Amik a fost situat în centrul Câmpiei Amik (turcă Amik Ovası) în partea cea mai nordică a Transformării Mării Moarte și a acoperit istoric o suprafață de aproximativ 300-350 de kilometri pătrați, crescând în timpul perioadelor de inundații.:2 A fost înconjurat de un vast teren mlăștinos.